# دانلا
دانلا (به انگلیسی: Danelaw) یک پادشاهی در انگلستان بود که توسط دانمارکی‌ها کنترل می‌شد. مناطقی که پادشاهی دانلا کنترل می‌کرد شمال و شرق انگلستان بودند. در دانلا قوانین دانمارکی بر قوانین آنگلوساکسون‌ها چیرگی داشتند. سرزمین‌هایی که دانلاو را پدیدمی‌آوردند در شمال و خاور انگلستان جای داشتند که مدت‌ها دانمارکی‌ها و دیگر اسکاندیناویی‌ها اشغالش کرده‌بودند. پایه‌گذاری دانلا از تاخت‌وتاز ارتش بزرگ بی‌دین‌ها به انگلستان در سدهٔ نهم سرچشمه گرفت، اگرچه این واژه (دانلا) تا سدهٔ یازدهم برای نشان دادن یک سرزمین جغرافیایی به کار برده نمی‌شد. جنگجویان وایکینگ، که به دنبال گنج و شکوه در جزایر بریتانیا بودند، به قول رویداد نویس آنگلوساکسونی در سال ۸۷۶، «شخم زدن خود را پی گرفتند.»